# AS-Motor
Die AriensCo GmbH (vormals AS-Motor GmbH, vorvormals AS-Motor Germany GmbH & Co. KG) mit Sitz in Bühlertann ist ein Unternehmen für handgeführte, fernsteuerbare und Aufsitz-Mäher sowie Geräte zur mechanischen Unkrautbeseitigung. Als Hochgrasmäher sind die Geräte zum extensiven Mulchen und Mähen von Hanglagen und unwegsamem Gelände geeignet.

## Geschichte
Das Unternehmen wurde 1959 in Oberrot von Alfred Schefenacker (AS) gegründet. Der Namensgeber hatte den Allmäher mit dem Ziel konzipiert, das Mähen in steilem Gelände deutlich zu vereinfachen. Darüber hinaus entwickelte er einen Zweitaktmotor als Antrieb für den Allmäher, der noch heute das Kernstück vieler AS-Mäher ist, da er lageunabhängig geschmiert und damit auch für Steilhänge geeignet ist. Die AS-Motor-Zweitaktmotoren genügen der europäischen Abgasnorm nach EU-Verordnungen 2016/1628 und 2020/1040 für handgeführte Motormäher.
AS-Motor wurde in dritter Generation von Maria Lange, der Enkelin des Firmengründers Alfred Schefenacker, geführt.

Das Unternehmen kooperiert mit der Samariterstiftung Fränkische Werkstätten Obersontheim: Seit 2012 sind Menschen mit psychischer Behinderung bei AS-Motor integriert.

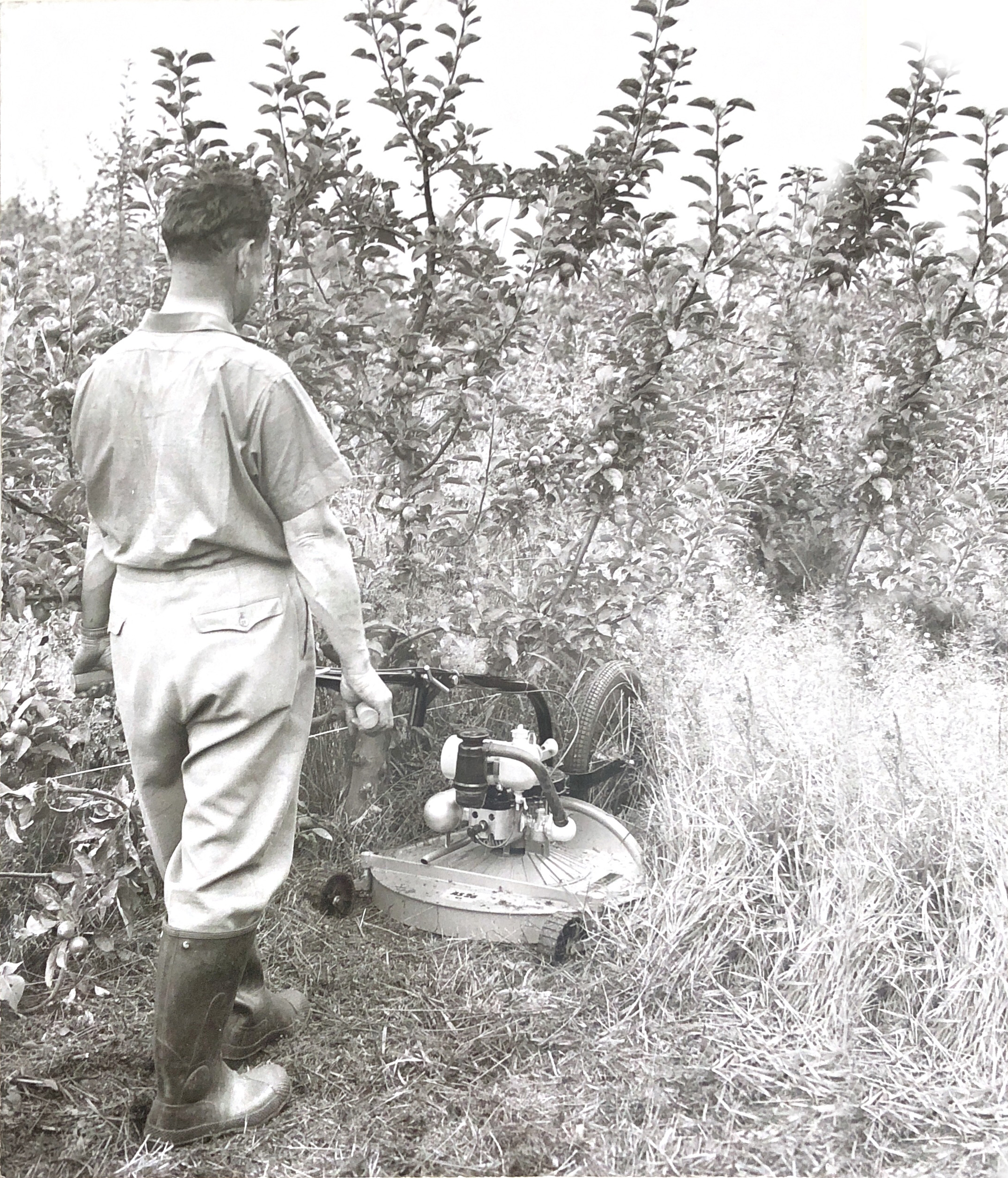
Der erste handgeführte Sichelmäher (Allmäher) AS 26 wurde für das Mähen und extensive Mulchen im steilen Gelände konzipiert.

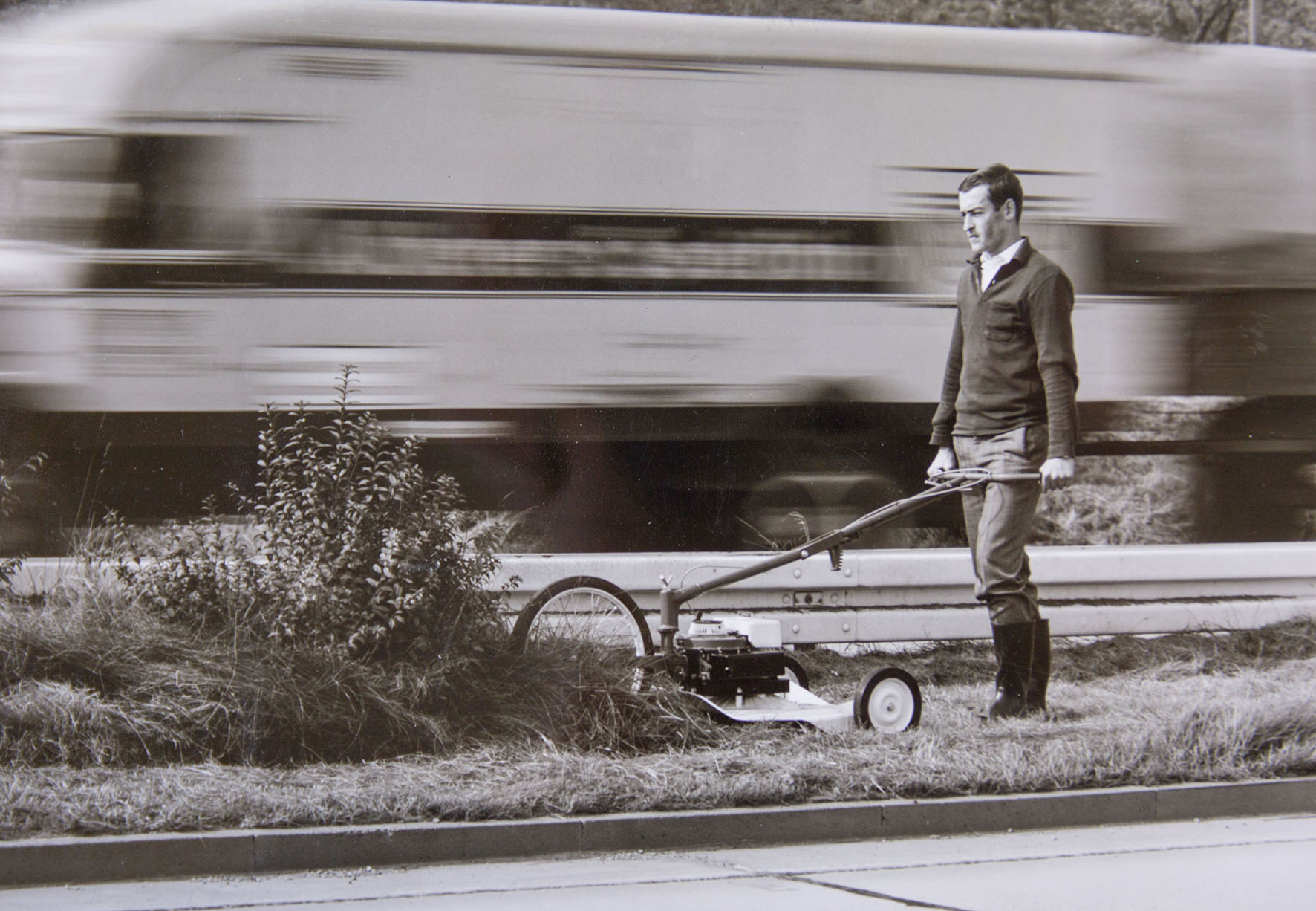
Die Erfindung des handgeführten Sichelmähers (Allmäher) AS 26 vereinfachte das extensive Mulchen von Flächen, die nur wenige Male pro Jahr gemäht werden.

Ende der 1970er-Jahre produzierte das Unternehmen einen handgeführten Allradmäher für die Pflege von Steilhängen. Parallel dazu baute es den Export seiner Geräte ins Ausland aus.
Seit Anfang 2000 stattet AS-Motor seine Geräte auch mit Viertaktmotoren, unter anderem von Briggs & Stratton, aus.
Im Jahr 2002 gründete AS-Motor mit zwei anderen Unternehmen eine Genossenschaft, über deren Internetplattform „parts-and-more 3.0“ Händler Geräte, Ersatzteile und Detailzeichnungen beziehen können.
Seit dem 1. April 2021 firmiert das Unternehmen als AS-Motor GmbH (zuvor AS-Motor Germany GmbH & Co. KG).
Am 3. Mai 2021 wurde AS-Motor vom amerikanischen Hersteller von Schneefräsen und Rasenmähern AriensCo übernommen. Unter dem Dach des Familienunternehmens wird AS-Motor als Marke weiterhin für die Pflege von hohem Gras an steilen Hängen stehen.

## Produkte

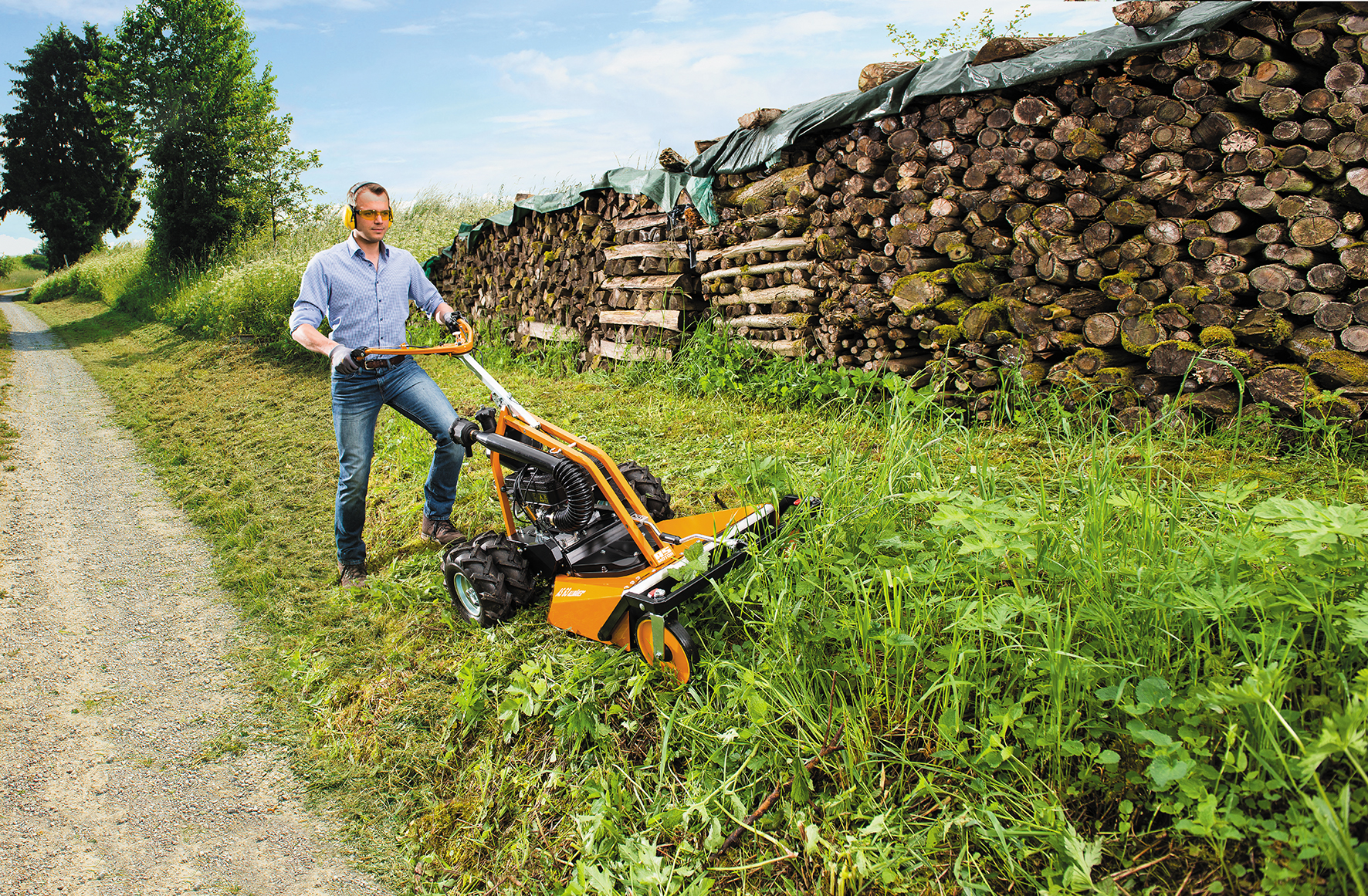
Hochgrasmäher von AS-Motor

Zum Angebot von AS-Motor gehören Mähgeräte für Zierrasen bis zum Hochgras, handgeführt, fernsteuerbar und/oder als Aufsitzer.

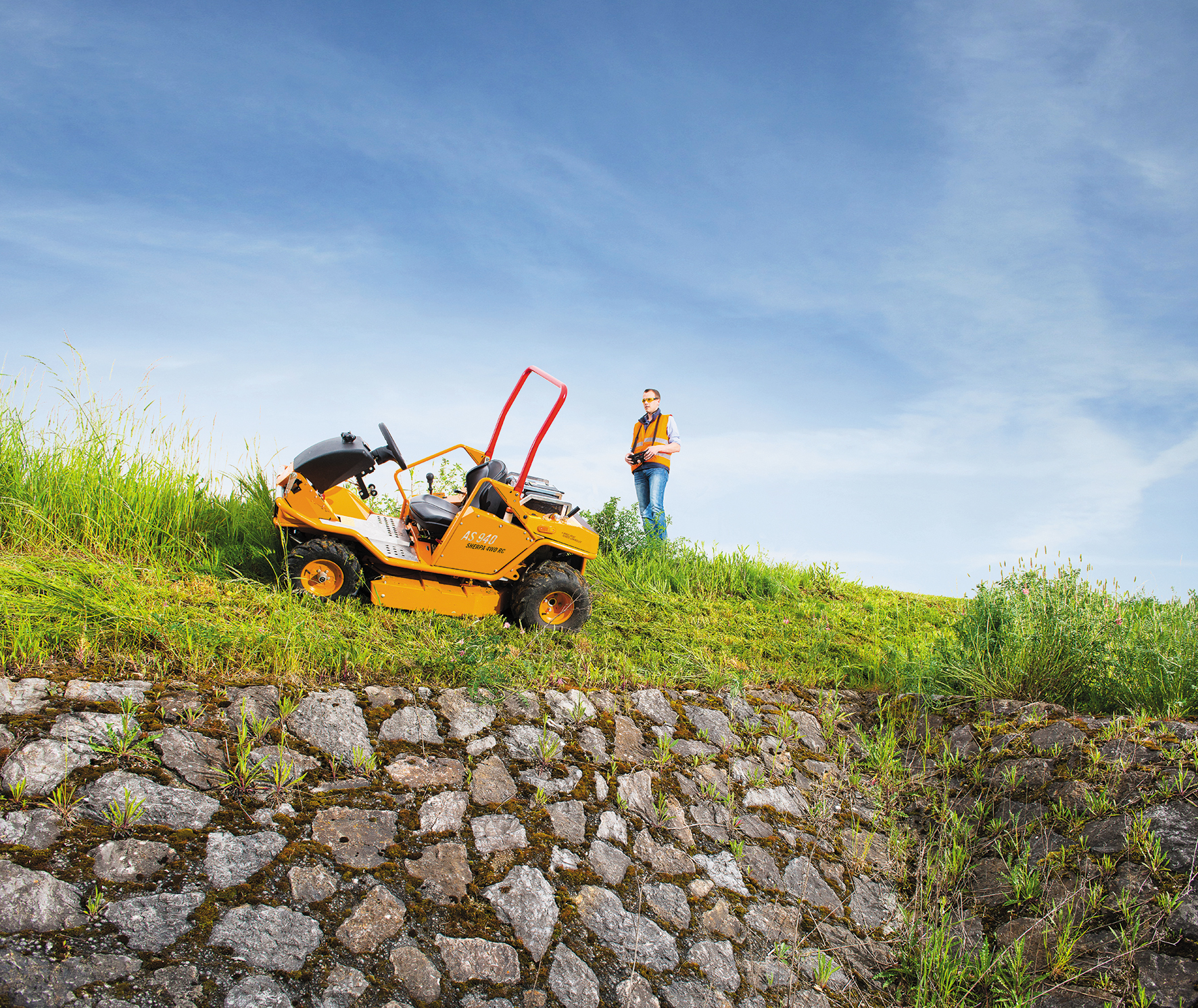
Der AS 940 Sherpa RC ist der erste Aufsitzmäher, der auch fernsteuerbar und so für den Einsatz in fast jedem Gelände geeignet ist.

Der erste Aufsitzmäher AS 940 Sherpa 4WD RC, der auch fernsteuerbar ist, erhielt dafür beim Neuheiten-Wettbewerb der Fachmesse für Gartengeräte demopark 2017 die Silbermedaille.  2018 wurde der AS Sherpa auf dem US-amerikanischen Markt eingeführt.
Das Unternehmen stellt seit etwa 2019 das Diagnosegerät AS SherLog 1.0 her, das die Prüfung elektrischer und elektronischer Komponenten ermöglicht.

## Werk und Vertriebswege
AS-Motor produziert seine Geräte in Bühlertann; 70 Prozent der bei der Produktion verwendeten Teile stammen von regionalen Zulieferern.
Die Geräte von AS-Motor werden über Fachhändler vertrieben und sind weltweit in 48 Ländern in Europa, in den USA, im Nahen Osten, in Australien und in Asien erhältlich.